# Авні Пепа
Авні Пепа (нар. 14 листопада 1988) — норвезький та косоварський футболіст, захисник «Вестманнаейя».

## Клубна кар'єра

### Початок кар'єри та різноманітні оренди
Авні Пепа є вихованцем «Старту». У 2007 році він був відданий в оренду до «Мандальскамеранте», який виступав у Першому дивізіоні чемпіонату Норвегії. 17 червня 2007 року він дебютував у стартовому складі своєї нової команди в матчі проти «Сарпсборг 08». 24 червня він забив свій перший та єдиний гол у футболці цього клубу, але його команда все одно поступилася «Нотоддену» на виїзді з рахунком 1:3. Наприкінці року Авні повернувся до «Старту», але наступні два сезони відіграв у Другому дивізіоні чемпіонату Норвегії (перший — у «Віндб'ярт», другий — у «Фрам Лаврик»).
Після двох років по орендах, він повернувся до «Старту» та дебютував у Тіппелізі: 14 березня 2010 року вийшов на поле, замінивши Хантера Фрімана та допоміг клубу здобути домашню перемогу з рахунком 2:1 проти «Саннефіорда». 7 липня Пепа відзначився своїм першим голом у «Старті»: цей гол став єдиним у тому матчі та дозволив переграти «Фредрікстад» (0:1), це був матч Кубку Норвегії 2010 року, в якому суперники між собою грали лише один поєдинок. 24 жовтня Авні Пепа забив свій перший м'яч у вищому дивізіоні: він забив гол у ворота «Стабека», гольовим пасом відзначився Петтер Брюєр Ханссен. По завершенні сезону «Старт» понизився у класі.

### Саннес Ульф
16 грудня 2011 року стало відомо, що з 1 січня наступного року Авні Пепа буде виступати за «Саннес Ульф». Першу зустріч у футболці свого нового клубу Авні провів 28 квітня 2012 року та допоміг своїй команді здобути виїзну перемогу над «Фредрікстадом» з рахунком 4:3. 11 листопада наступного року він відзначився голом та допоміг своїй команді перемогти «Стремсгодсет» з рахунком 2:1. «Саннес Ульф» змушений був грати матчі плей-оф за право збереження прописки в Тіппелізі. 28 листопада 2014 року Авні Пепа оголосив, що покине клуб після завершення чинного контракту.

### Фламуртарі (Вльора)
7 січня 2015 року албанський клуб «Фламуртарі (Вльора)» оголосив про підписання Пепи. 30 січня він просидів на лавці весь поєдинок, в якому «Фламуртарі» з рахунком 0:1 поступився КФ «Тирана». Але вже через деклька днів після того поєдинку Авні та клуб розірвали контракт за згодою сторін, і, таким чином через фінансові проблеми клубу, Пепа став вільним агентом.

### Вестманнаейя
19 лютого 2015 року було оголошено офіційно, що Авні підписав дворічний контракт з «Вестманнаейею», клубом з ісландської Урвалсдейлд.

## Кар'єра в збірній
У лютому 2014 року збірна Косова зіграла товариський матч проти Гаїті. У січні того ж року ФІФА надало дозвіл Косово проводити товариські матчі проти збірних країн-членів ФІФА, окрім країн колишньої Югославії. Але в той же час ФІФА заборонило гравцям збірної Косова виступати за інші національні збірні. Матч, який відбувся 5 березня 2014 року завершився нульовою нічиєю.
29 травня 2016 року, тренер збірної Косова Альберт Бунякі оголосив склад збірної на перший матч, дозвіл на який надали УЄФА і ФІФА, на Балканському півострові, це був товариський матч проти Фарерських островів: серед інших до списку гравців збірної потрапив й Рашані. 3 червня 2016 року Авні Пепа дебютував у переможному (2:0) для косоварів матчі проти Фарерських Островів.

## Персональна статистика

### Клубна
Станом на 21 серпня 2015 року
| Сезон                  | Клуб                   | Чемпіонат              | Чемпіонат | Чемпіонат | Національний кубок | Національний кубок | Національний кубок | Континентальний кубок | Континентальний кубок | Континентальний кубок | Суперкубок | Суперкубок | Суперкубок | Загалом | Загалом |
| Сезон                  | Клуб                   | Сез.                   | Ігор      | Голів     | Сез.               | Ігор               | Голів              | Сез.                  | Ігор                  | Голів                 | Сез.       | Ігор       | Голів      | Ігор    | Голів   |
| ---------------------- | ---------------------- | ---------------------- | --------- | --------- | ------------------ | ------------------ | ------------------ | --------------------- | --------------------- | --------------------- | ---------- | ---------- | ---------- | ------- | ------- |
| січ.-черв. 2007        | Старт                  | Т 2007                 | 0         | 0         | КН 2007            | 0                  | 0                  | -                     | -                     | -                     | -          | -          | -          | 0       | 0       |
| чер.- гр. 2007         | Мандальскамератене     | 1Д                     | 10        | 1         | КН 2007            | -                  | -                  | -                     | -                     | -                     | -          | -          | -          | 10      | 1       |
| 2008                   | Віндб'ярт              | 2Д                     | 18        | 1         | КН 2008            | ?                  | ?                  | -                     | -                     | -                     | -          | -          | -          | 18+     | 1+      |
| 2009                   | Фрам Ларвік            | 2Д                     | 17        | 2         | КН 2008            | ?                  | ?                  | -                     | -                     | -                     | -          | -          | -          | 17+     | 2+      |
| 2010                   | Старт                  | Т 2010                 | 19        | 1         | КН 2010            | 4                  | 1                  | -                     | -                     | -                     | -          | -          | -          | 23      | 2       |
| 2011                   | Старт                  | Т 2011                 | 24        | 0         | КН 2011            | 3                  | 0                  | -                     | -                     | -                     | -          | -          | -          | 27      | 0       |
| Всього у «Старті»      | Всього у «Старті»      | Всього у «Старті»      | 43        | 1         |                    | 7                  | 1                  |                       |                       |                       |            |            |            | 50      | 2       |
| 2012                   | Саннес Ульф            | Т 2012                 | 17+2      | 1+0       | КН 2012            | 0                  | 0                  | -                     | -                     | -                     | -          | -          | -          | 19      | 1       |
| 2013                   | Саннес Ульф            | Т 2013                 | 24        | 0         | КН 2013            | 0                  | 0                  | -                     | -                     | -                     | -          | -          | -          | 24      | 0       |
| 2014                   | Саннес Ульф            | Т 2014                 | 11        | 0         | КН 2014            | 1                  | 0                  | -                     | -                     | -                     | -          | -          | -          | 12      | 0       |
| Всього в «Саннес Ульф» | Всього в «Саннес Ульф» | Всього в «Саннес Ульф» | 52+2      | 1+0       |                    | 1                  | 0                  |                       | -                     | -                     |            | -          | -          | 55      | 1       |
| січ. 2015              | Фламуртарі (Вльора)    | СЛ 2014/15             | 0         | 0         | КА                 | 0                  | 0                  | -                     | -                     | -                     | -          | -          | -          | 0       | 0       |
| 2015                   | Вестманнаейя           | УД                     | 14        | 0         | БК+КдЛ             | 3+0                | 0                  | -                     | -                     | -                     | -          | -          | -          | 17      | 0       |
| Усього за кар'єру      | Усього за кар'єру      | Усього за кар'єру      | 154+2     | 6+0       |                    | 11+                | 1+                 |                       |                       |                       |            |            |            | 167+    | 7       |